# خنجر (مشكين شهر)
خنجر هي قرية في مقاطعة مشكين شهر، إيران. عدد سكان هذه القرية هو 347 في سنة 2006.